# 불낙사건
불낙사건은 대한민국 KCC 농구 감독 허재가 심판 판정에 항의하며 한 말중에 '블록'(Block)이라는 발음이 불낙전골의 약자인 '불낙'으로 들리면서 웃음을 자아낸 사건을 말한다. 이 사건은 2013년 10월 15일, 경기중에 상대팀의 반칙에 파울을 선언하지 않자 흥분한 상태에서 심판에게 항의하며 발생한 일이었다. 사건이후 많은 패러디가 쏟아졌고, 허재는 은퇴후 방송에 출연하여 이 일화를 활용해서 시청자들에게 웃음을 선사했으며 패러디 상업광고도 찍었다. 사건당시 허재가 한 말은 "이게 블락이야?"이며, 수비수가 반칙을 했는데도 왜 파울을 선언하지 않느냐며 따지는 의미에서 한 말이었다. 이는 '블록'을 '블락'으로 잘못 발음 한 것이 자음동화 현상이 일어나면서 '불낙'과 비슷하게 들려서 벌어진 것이다.

## 사건 개요

### 발단
2005년 5월, 허재는 전주 KCC 이지스의 감독으로 취임하였다. 그는 2003-2004 시즌을 끝으로 화려했던 선수생활을 접고 미국에서 지도자 연수를 받던 중에 감독직 제안을 받았다. 당시 40세로 상당히 젊은 편이었던 허재는 은퇴한 지 1년도 되지 않았고 지도자 연수과정도 제대로 이수하지 못했으며 코치도 안 거치고 곧바로 사령탑에 오르는 등 여러 가지 면에서 상당히 파격적이었기 때문에 다소 논란이 있었다. 아무튼 허재 감독은 스타 선수 출신 감독이 성공하지 못한다는 속설을 깨고 2009년 KBL챔피언 결정전에서 팀을 우승으로 이끄는 등 좋은 성적을 거두기도 했다. 그러나 2013-2014년 시즌에 들어 전력이 약해지며 팀성적이 좋치않아 매우 예민해진 상황이었다.

### 전개
허재 감독이 이끄는 전주 KCC는 2013년 10월 15일에 울산 모비스와 전주실내체육관에서 경기를 가졌다. 경기에서 지고 있던 KCC의 공격이 실패한 뒤 상대 팀이 득점에 성공하자 허재 감독이 급하게 작전 시간을 요청한후 곧바로 심판에게 항의를 하기 시작했다. 허재는 자신의 팀 공격수 장민국이 슛을 할 때, 상대팀 모비스의 함지훈이 손으로 장민국의 손을 쳤는데 왜 파울을 선언하지 않느냐며 심판에게 거칠게 이의를 제기했다. 당시 심판이었던 홍기환은 수비선수의 정상적인 수비행위인 블록(블로킹)으로 판단하고 반칙을 선언하지 않았다. 허재 감독은 “이게 블락(불낙)이냐? 이게 블락이냐고?”라고 언성을 높였는데, 흥분한 나머지 발음이 꼬이며 '블록(Block)'을 '블락'으로 말했고 이것이 불낙전골의 약자인 '불낙'으로 들리기까지 했다.

### 블로킹
농구에서 공격수가 득점을 하기 위해 림을 향해 농구공을 던지거나 패스를 위해 던진 공을 수비수가 손으로 쳐내거나 가로막는 것을 블로킹이라고 한다. 이 사건의 경우에 득점을 위해 공을 던지는 순간에 이를 막기 위한 수비수의 플레이가 정상적인 수비행위에 해당하는가를 놓고 벌어진 이견차로 인해 발생한 사건이었다. 농구에서 수비수가 공격수에게 슛을 허용했을 때 할 수 있는 최후의 수비 수단으로 수비수는 공격수가 던진공을 손으로 쳐내기도 하는데 이를 블록슛(Block shoot)이라고 한다. 블록슛을 할 때 수비수는 공격자와의 신체 접촉이 없어야 하고, 실린더룰을 지켜야 한다. 이 원칙이 지켜지지 않으면 수비반칙으로 처리되거나 공격수가 득점한 것으로 인정된다.

### 양측의 해명
허재는 2019년 7월 22일에 방송된 'JTBC 냉장고를 부탁해'에 출연하여 원래는 '블로킹'이라고 해야 되는데 화가 난 상태에서 '블락'이라고 잘못 말했다고 해명했다. 이어 셰프들한테 "오늘은 불낙 해줬으면 좋겠다"고 웃으며 말했다. 한편 당시 심판이었던 홍기환은 '불낙심판'이라는 별명을 얻기도 했다. 또한 그는 2020년 6월, '근황 올림픽'이라는 유투브에 출연하여 "보는 각도에 따라 판정이 달라질수는 있겠지만 수비수의 손이 볼에 먼저 닿은 다음에 공격자의 손을 건들었기 때문에 반칙이 아니었다"고 설명했다. '불낙사건' 이후 논란이 지속해서 발생하자 공격수의 손에서 공이 완전히 떠나지 않은 상태에서 수비수가 공을 쳤을때는 반칙으로 판정 기준이 변경되었기 때문에 현재의 기준으로 본다면 오심이라고 하였다.

## 영향
허재 감독이 이끈 전주 KCC팀은 이날 경기에서 43점 차이(58-101)로 지고 말았다. 이 사건이후 비슷한 상황이 발생하면 "이게 불낙이야?" 라고 하며 심판에게 항의하는 일이 생겼다. 다른 종목에서도 심판의 판정에 불만이 생기면 '이게 ○○야?!'하며 심판에게 항의하는 관중을 쉽게 볼 수 있었다. 이에 대해 일부 상대편 관중은 여기에 맞불을 놓으며 '그래, 불낙이다!'라고 외치기도 했다. 그리고 방송과 인터넷에서는 수많은 패러티가 쏟아져 나왔다.
허재는 2015년에 성적부진에 대한 책임을 지고 감독직에서 자진사퇴했다. 이듬해 2016년 11월에 MBC 예능프로 '마이리틀텔레비전'에 그의 두 아들과 함께 출연하였는데, 이때 허재는 ‘불낙사건’을 언급하며 “불낙(불고기낙지) CF가 한 번 들어와야 되는데”라고 농담삼아 말한적이 있다. 그의 바램처럼 훗날 '불낙사건'을 패러디한 도미노 피자 등 광고를 몇편 찍기도 했다.
당시 심판이었던 홍기환은 자신의 별명을 채널명으로 하는 농구 유투브 채널을 운영하고 있다. 또한 사건 당사자인 허재와 홍기환은 2021년 10월에 '안싸우면 다행이야'에 출연하여 공개적으로 화해하였다. 허재는 사건이 일어난지 8년만에 당시 심판이었던 홍기환에게 사과했다. 허재는 홍기환이 자신보다 연장자임을 염두에 두고 방송중에 홍기환에게 '형님' '선배님'이라는 표현을 사용하며 농구계 선배에 대한 예우를 갇추어 훈훈한 분위기를 연출했다.